# تظاهرات ۲۷ آوریل

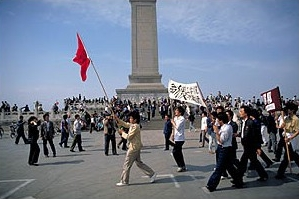
چین 1989، تظاهرات دانشجویان در میدان Tienanmen، عکس از Jiri Tondl

تظاهرات ۲۷ آوریل (انگلیسی: April 27 demonstrations) تظاهرات‌های بسیار بزرگ دانشجویی در شهرهای اصلی چین بود که در ادامه به اعتراضات میدان تیان‌آن‌من سال ۱۹۸۹ منجر شد.

## اعتراض دانشجویان
دانشجویان علیه سرمقاله ۲۶ آوریل روزنامه مردم که روز قبل چاپ شده بود اعتراض کردند. در این سرمقاله تأکید شده بود که جنبش دانشجویی ضد حزب بوده و به یک نوعی به هرج و مرج و بی‌ثباتی دامن می‌زد. حدود ۵۰٬۰۰۰ تا ۲۰۰٬۰۰۰ دانشجو در خیابان‌های پکن تظاهرات کردند تا اینکه بالاخره در میدان تیان‌آن‌من خط پلیس را شکستند.
علیرغم حضور پلیس و ارتش، میان و دانشجویان و پلیس خشونت یا اختلافی به وجود نیامد. هر دو طرف انضباط داشتند و به گفته چند شهروند، برخی از دانشجویان حتی با افسران دست دادند و شعار دادن که «پلیس مردم، مردم را دوست دارد».

## نقطه عطف
از دیدگاه دانشجویان، تظاهرات ۲۷ آوریل یک نقطه عطف در جنبش دانشجویی بود. آنها متوجه شدند که توانایی ایجاد تغییر دارند. برای اولین بار، دانشجویان از طرف مردم و کارگران صحبت می‌کردند و آنها تنها روی منافع دانشجویان و روشنفکران متمرکز نبودند.